# Viejo Viscacha
El viejo Viscacha es un personaje del poema gauchesco Martín Fierro, del escritor argentino José Hernández. Su nombre fue intencionalmente escrito por el autor con la letra "S", si bien en castellano el animal de referencia se escribe con "Z" (vizcacha). Aparece en la segunda parte del poema, La vuelta de Martín Fierro, publicada en 1879. El viejo Viscacha es un anciano nombrado como tutor del segundo hijo de Martín Fierro, de quien se aprovecha amparado por la justicia local. El personaje se caracteriza por sus consejos inmorales, egoístas, misóginos, ventajistas y sin escrúpulos, que le imparte a su pupilo y lo hicieron célebre.

## El personaje
Aparece en la segunda parte del poema Martín Fierro, La vuelta de Martín Fierro, publicada en 1879. El viejo Viscacha es un anciano nombrado como tutor del segundo hijo de Martín Fierro, de quien se aprovecha amparado por la justicia local. Hernández dedica cinco cantos al personaje, “El Viejo Viscacha”, “Consejos del Viejo Viscacha”, “Muerte del Viejo Viscacha”, “El inventario de sus bienes” y “El entierro”, habiéndose dicho que «constituyen un auténtico libro dentro del texto mayor que los presenta».

## Los consejos del viejo Viscacha

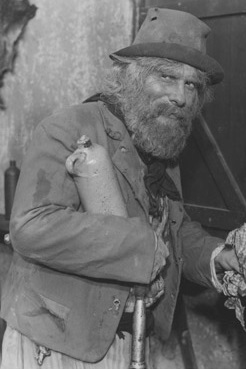
El actor Fernando Vegal caracterizado como el Viejo Viscacha en la película Martín Fierro (1968), de Leopoldo Torre Nilson.

El personaje se caracteriza por los consejos inmorales y sin escrúpulos que le imparte a su pupilo y lo hicieron célebre. Algunos de los célebres consejos del viejo Viscacha se han vuelto parte del habla cotidiana en Argentina, como «hacete amigo del juez», «cada lechón en su teta es el modo de mamar» y «al que nace barrigón es al ñudo que lo fajen».